# Mannheim–Stuttgart nagysebességű vasútvonal
A Mannheim–Stuttgart nagysebességű vasútvonal egy 99 km hosszú, villamosított, kétvágányú nagysebességű vasútvonal Németországban Mannheim és Stuttgart között. Hivatalos átadása 1991 május 9 volt, az első ICE június 2-án közlekedett rajta. A vonalon 15 alagút és 90 híd található, az építkezés költsége 4,5 milliárd német márka volt.